# Бригада налаштування
«Бригада налаштування» (англ. Adjustment Team) — науково-фантастична коротка повість американського письменника Філіпа К. Діка. Вперше видана у вересні-жовтні 1954 року видавництвом «Hanro Corp» у журналі «Orbit Science Fiction». Увійшла до збірки «Книга Філіпа К. Діка» (англ. The Book of Philip K. Dick) 1973 року, до другого тому «Зібраної короткої прози Філіпа К. Діка» 1987 року.
У 2011 році за мотивами короткої повісті  вийшов фільм Джорджа Нолфі  «Змінюючи реальність».
Українською мовою коротка повість видана «Видавництвом Жупанського» у 2023 році у другому томі «Повного зібрання короткої прози» Філіпа К. Діка в перекладі Ігоря Гарніка.

## Сюжет
Службовець підходить до пса та по-діловому йому пояснює, що о 9 годині будуть «налаштовувати» «сектор Т137». Він наказує псу загавкати рівно о 8:15. За словами Службовця, це має запустити сценарій «Друг з автівкою», що довезе продавця нерухомості Еда Флетчера до роботи ще до 9 години. Але пес засинає, через що гавкає на хвилину пізніше. Це запускає сценарій «Представник страхової компанії», що затримує Еда й він спізнюється на роботу. Ед нарешті приходить до свого Офісного Центру, але, ступивши на тротуар, опиняється в безсонячній, туманній версії світу, де все нерухоме, попелясто-сіре та розсипається від його дотику. В Центрі він піднімається сходами нагору до свого офісу. В офісі Ед помічає людей у білих халатах, які за допомогою шлангоподібного обладнання хочуть його «розрядити». Але він втікає від них і, перебігши вулицю, опиняється знову в нормальному «зарядженому» світі. Ед думає, що він збожеволів.

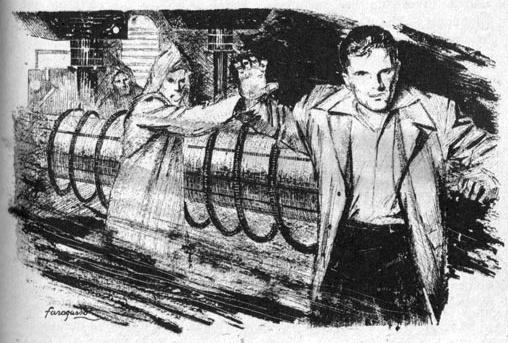
«В офісі Ед помічає людей у білих халатах, які за допомогою шлангоподібного обладнання хочуть його «розрядити». Але він втікає від них...» (Малюнок Джека Фараґассо 1954 року)

Службовця викликають до Адміністрації, найвищого керівництва, для пояснень щодо суб'єкта Еда Флетчера. Його приймає Старець, який каже, що сам зі всім розбереться та наказує «доправити сюди» особисто Флетчера. Тим часом Ед знаходить свою дружину Рут і розповідає все, що бачив у деталях. У супроводі Рут, Ед поверається на роботу, щоб довести, що у нього не було «психотичного нападу». Спочатку все здається нормальним і Рут йде собі. Але через деякий час Ед починає помічати незначні, ледь помітні зміни: зовнішній вигляд, вік людей, місце розташування об’єктів. Охоплений жахом, він біжить до громадського телефону, щоб попередити поліцію, але телефонна будка разом з ним починає підійматися догори в небеса.
Зустрінувши Старця, Ед думає, що помер. Старець говорить Еду, що він живий та є в гостях, що під час налаштування була допущена помилка й тому він не зазнав змін, що його розповіді іншим людям це серйозна загроза. Старець пояснює: «Природний хід речей доводиться підправляти — скориговувати трошки тут, трошки там. Налаштовувати. У нас є всі необхідні дозволи на ці зміни. Наші бригади налаштування виконують життєво важливу роботу». У цьому випадку «налаштування» має створити низку подій, які зменшать воєнну напруженість між країнами Східного і Західного блоку. Ед благає, щоб його не «розряджали» й не «налаштовували». Йому дозволяють повернутися до свого дому за умови, що він нікому не розповість правду, яку дізнався й переконає свою дружину, що все те, що він уже розповів їй, було через тимчасовий «психотичний напад». Старець погрожує Еду, що якщо він цього не зробить, то його чекає жахлива доля, коли вони зустрінуться знову й додає, що кожна людина рано чи пізно зустрічається з ним.
Ед повертається додому. Його зустрічає схвильована Рут. Ед розповідає, що був в офісі, але Рут йому не вірить і вимагає правди. Ед тягне час і намагається придумати правдоподібнішу історію. Лунає гавкіт, у двері дзвонить продавець пилососів. Поки увага Рут звернена на демонстрацію пилососа, Ед тремтячими руками запалює сигарету й із вдячністю, дивлячись угору, каже: «Дякую, думаю, нам таки, зрештою дуже вдасться. Дякую дуже».

## Кіноадаптація
Фільм Джорджа Нолфі «Змінюючи реальність» 2011 року — це вільна адаптація короткої повісті. Головні ролі у фільмі зіграли: Метт Деймон, Емілі Блант, Ентоні Макі, Джон Слеттері, Теренс Стемп. 

## Видання українською мовою
- Дік, Філіп. К. Повне зібрання короткої прози. Том 2 / Пер. з англ.: Ігор Гарнік, Єгор Поляков. — Київ: Видавництво Жупанського, 2023. — (Ad Astra) — 592 с. ISBN 978-617-7585-69-4
  - Бригада налаштування (з 234 с. по 259 с.; переклав Ігор Гарнік)

## Зауваги
1. ↑  Дані взято з видання: Філіп К. Дік. Повне зібрання короткої прози. Том 2, Видавництво Жупанського, 2023